# 高向利春
高向 利春（たかむこ/ たかむく の としはる）は、平安時代前期の貴族・歌人。大内記・小野美材の養子。官位は従五位下・甲斐守。

## 経歴
宇多朝の寛平2年（890年）刑部丞に任ぜられる。
醍醐朝では、延喜5年（905年）8月に行われた駒牽にて、仁寿殿で宇多上皇に対して秩父牧の馬を披露する。延喜10年（910年）武蔵権少掾に任ぜられると、延喜11年（911年）武蔵介、延喜18年（918年）武蔵守と、醍醐朝後半において武蔵国の国司を歴任した。延喜19年（919年）には官物の横領や国府の襲撃を働いた前武蔵権介の源仕に攻められそうになっている。また、この間の延喜14年（914年）に従五位下に叙爵した。延長6年（928年）甲斐守。
勅撰歌人として『古今和歌集』に和歌作品1首が収められている。
後世、小野氏の系図に組み入れられ、武蔵国小野牧の領主となる小野氏（横山党）の祖に擬せられた。

## 官歴
『古今和歌集目録』による。
- 寛平2年（890年） 2月27日：刑部丞
- 延喜10年（910年） 9月：武蔵権少掾
- 延喜11年（911年） ○月13日：武蔵介
- 延喜14年（914年） 2月23日：従五位下（宇多院御給）
- 延喜18年（918年） 2月29日：武蔵守（院分給）
- 延長6年（928年） 正月29日：甲斐守